# رشته‌کوه مایا
رشته‌کوه مایا (به لاتین: Maya Mountains) یک رشته‌کوه و منطقهٔ مسکونی در بلیز است. رشته‌کوه مایا ۱٬۱۲۴ متر بالاتر از سطح دریا واقع شده‌است.